# Черкасская (Липецкая область)
Черка́сская — упразднённая слобода в Измалковском районе Липецкой области России. Входила в состав Пятницкого сельсовета. В 2005 году была объединена со слободой Пятницкой в село Пятницкого. 

## География
Расположена на левом берегу реки Сосны, южнее балки Пересенка.

## История
Слобода была основана шестью семьями черкасских войсковых казаков, прибывших сюда в 1660-е. годы.
В 2004 году постановлением Липецкого облсовета от 18 ноября 2004 года № 638-пс было принято решение об объединении слобод Пятницкая и Черкасская в село Пятницкое.

## Население
Согласно результатам переписи 2002 года, в слободе проживало 330 человек